# Luxemburgo nos Jogos Olímpicos de Verão de 1920
Luxemburgo participou dos Jogos Olímpicos de Verão de 1920 na cidade de Antuérpia, na Bélgica.

## Medalista

### Prata
- Jos Alzin - Halterofilismo, Pesado Pesado +82,5 kg